# Xerophyta capillaris
Xerophyta capillaris är en enhjärtbladig växtart som beskrevs av John Gilbert Baker. Xerophyta capillaris ingår i släktet Xerophyta och familjen Velloziaceae.

## Underarter
Arten delas in i följande underarter:
- X. c. capillaris
- X. c. occulatans